# Alfred Stauffer
Alfred Stauffer (1867 – 1959) was een Zwitsers politicus.
Stauffer was lid van de Vrijzinnig Democratische Partij (FDP).
Stauffer was lid van de Regeringsraad van het kanton Bern. Van 1 juni 1920 tot 31 mei 1921 en van 1 juni 1934 tot 31 mei 1935 was hij voorzitter van de Regeringsraad (dat wil zeggen regeringsleider) van het kanton Bern.